# Fai della Paganella
Fai della Paganella és un municipi italià, dins de la província de Trento. L'any 2007 tenia 908 habitants. Limita amb els municipis d'Andalo, Cavedago, Mezzolombardo, Spormaggiore, Terlago i Zambana

## Administració
| Període | Identitat      | Partit        |
| ------- | -------------- | ------------- |
| 2005-   | Mauro Cipriano | Llista cívica |